# Frits Helmuth
Frits Helmuth Pedersen (født 3. juli 1931 i København død 12. december 2004 smst.) var en dansk skuespiller, der spillede med i mange kendte danske film.
Helmuth blev student i 1950 fra Ordrup Gymnasium og var elev på Det Kongelige Teater 1950-1952. Han debuterede på Allé-Scenen i 1952 og var skuespiller ved Det Kongelige Teater 1953-1959 og igen fra 1962. Han var direktør for Allé-Scenen 1959-1962.
Frits Helmuth har modtaget en Bodilpris for bedste mandlige birolle, tre Bodilpriser for bedste mandlige hovedrolle og to Robertpriser for bedste mandlige hovedrolle.
Helmuth modtog i 1993 en nominering for Årets danske folk/country/blues-udgivelse for albummet Voksne viser.
Han er begravet på Ordrup Kirkegård.
Frits Helmuth var søn af revykunstneren Osvald Helmuth. Han fik fem børn i tre ægteskaber. Hans ældste søn Mikael Helmuth fra første ægteskab, samt datteren Pusle Helmuth medvirker i dokumentarfilmen Frits - Ølhundens søn, der er instrueret af Per Wennick. Dokumentaren indeholder interview med Frits Helmuth optaget i 2004 kort før hans død.

## Filmografi
| År   | Titel                         | Rolle                       | Noter |
| ---- | ----------------------------- | --------------------------- | ----- |
| 1938 | Blaavand melder storm         |                             |       |
| 1943 | Ebberød Bank                  |                             |       |
| 1944 | Frihed, lighed og Louise      |                             |       |
| 1944 | Mit liv er musik              |                             |       |
| 1946 | Hans store aften              |                             |       |
| 1952 | Ta' Pelle med                 |                             |       |
| 1953 | Sønnen                        |                             |       |
| 1953 | Min søn Peter                 |                             |       |
| 1954 | Kongeligt besøg               |                             |       |
| 1954 | Det er så yndigt at følges ad |                             |       |
| 1956 | Den kloge mand                |                             |       |
| 1956 | Ung leg                       |                             |       |
| 1957 | Jeg elsker dig                |                             |       |
| 1958 | Styrmand Karlsen              | Styrmand Karlsen            |       |
| 1959 | De sjove år                   |                             |       |
| 1960 | Eventyrrejsen                 |                             |       |
| 1960 | Skibet er ladet med           |                             |       |
| 1962 | Duellen                       |                             |       |
| 1962 | Prinsesse for en dag          |                             |       |
| 1964 | Tine                          |                             |       |
| 1965 | Landmandsliv                  | Grev Frans                  |       |
| 1968 | Stormvarsel                   |                             |       |
| 1970 | Løgneren                      |                             |       |
| 1975 | Per                           |                             |       |
| 1975 | Kun sandheden                 |                             |       |
| 1978 | Hvem myrder hvem?             |                             |       |
| 1978 | Lille spejl                   |                             |       |
| 1979 | Johnny Larsen                 | Faderen                     |       |
| 1979 | Skal vi danse først?          |                             |       |
| 1981 | Ulvetid                       |                             |       |
| 1983 | Forræderne                    |                             |       |
| 1984 | Midt om natten                |                             |       |
| 1985 | Elise                         |                             |       |
| 1989 | Dansen med Regitze            | Karl Aage                   |       |
| 1991 | Høfeber                       | Dommer                      |       |
| 1993 | Det forsømte forår            | Lektor Blomme               |       |
| 1994 | Min fynske barndom            |                             |       |
| 2000 | Blinkende lygter              | Carl                        |       |
| 2000 | Her i nærheden                | Kriminalassistent Jespersen |       |
| 2004 | Villa Paranoia                | Den demente far             |       |
| 2005 | Oskar og Josefine             | Doktor Dinesen              |       |

## Udvalgt diskografi
- Annas ballader (1976)
- Frits Helmuth læser H.C. Andersen (1980)
- "80'er-viser" fra Julius Strandbergs skillingevise-værksted (med Maria Stenz, 1981)
- Tæt på (1982)
- To sider (1983)
- Årets gang i salmer og sange (1987)
- Frits Helmuth fortæller H.C. Andersen (1991)
- Voksne viser (1992)
- Ganske meget i live! (1993)
- Frits synger Osvald (2002)

## Priser
| Priser                                                        | Priser                                                                 | Priser                                                             |
| Bodilprisen                                                   | Bodilprisen                                                            | Bodilprisen                                                        |
| ------------------------------------------------------------- | ---------------------------------------------------------------------- | ------------------------------------------------------------------ |
| Foregående: Jens Okking for Strømer                           | Bodilprisen for bedste mandlige hovedrolle 1978 for Lille spejl        | Efterfølgende: Jesper Christensen for Hør, var der ikke en som lo? |
| Foregående: Otto Brandenburg for Hør, var der ikke en som lo? | Bodilprisen for bedste mandlige birolle 1980 for Johnny Larsen         | Efterfølgende: Kurt Ravn for Jeppe på bjerget                      |
| Foregående: Ole Lemmeke for Himmel og helvede                 | Bodilprisen for bedste mandlige hovedrolle 1990 for Dansen med Regitze | Efterfølgende: Tommy Kenter for Lad isbjørnene danse               |
| Foregående: Søren Østergaard for Kærlighedens smerte          | Bodilprisen for bedste mandlige hovedrolle 1994 for Det forsømte forår | Efterfølgende: Ernst-Hugo Järegård for Riget                       |
| Robertprisen                                                  |                                                                        |                                                                    |
| Foregående: Börje Ahlstedt for Skyggen af Emma                | Robert for årets mandlige hovedrolle 1990 for Dansen med Regitze       | Efterfølgende: Tommy Kenter for Lad isbjørnene danse               |
| Foregående: Søren Østergaard for Kærlighedens smerte          | Robert for årest mandlige hovedrolle 1994 for Det forsømte forår       | Efterfølgende: Ernst-Hugo Järegård for Riget                       |